# Моника Херцег
Моника Херцег (на хърватски: Monika Herceg) е хърватска поетеса, драматург, сценаристка и редакторка. Носителка е на няколко литературни награди и е научно-популярна активистка, феминистка, защитник на равенството на жените и правата на мигрантите.

## Биография и творчество
Моника Херцег е родена на 19 октомври 1990 г. в Сисак, Хърватия. Израства в околностите на Сисак. Завършва гимназия в Петриня.
Следва физика в университета в Риека. Тя е съинициатор на състезанието „Quantum of Literature“ на научно-математическата асоциация на студентите от PRIMUS, с цел насърчаване на писането на статии по популярни научни теми.
През 2018 г. е издадена първата ѝ стихосбирка „Početne koordinate“ (Начални координати). Тя е отличена с наградата „Куирин“ за млади поети, наградата „Фран Галович“ за най-добра литературна творба по темата за родината и / или идентичността, наградата „Славич“ за най-добър дебют и международната награда „Мостове на Струга“.
Втората ѝ стихосбирка „Lovostaj“ от 2019 г. също получава редица награди.
През 2020 г. пише първата си пиеса „Gdje se kupuju nježnosti“ (Къде да купя нежност), която се фокусира върху темата за насилието над жени, травмите от поколенията и отношенията в патриархата. Пиесата печели на градата на Хърватския национален театър. 
Третата ѝ стихосбирка „Vrijeme prije jezika“ (Време преди езика) от 2020 г. получава наградата „Звонко Милкович“.
През 2021 г. получава наградата „Страшна жена“ на асоциацията „Vox Feminae“ за приноса си към равенството между половете и социалната справедливост в Хърватия.
Тя е член на Хърватското писателско дружество и е член на редакционния съвет на списание „Poezija“ на дружеството.
Моника Херцег живее в Загреб.

## Произведения

### Поезия
- Početne koordinate (2018) – награди „Фран Галович“ и „Мостове на Струга“
- Lovostaj (2019)
- Vrijeme prije jezika (2020)[18]

### Сборници
- Homo Climaticum (2017) – с още 20 автори
- Rukopisi 40 (2017) – с още 15 автори
- Biber 03 (2020) – с още 24 автори
- Biber 0a: Short Stories on Reconciliation (2020) – – с още 40 автори

### Пиеси
- Gdje se kupuju nježnosti (2020)
- Mrtve ne treba micati (2020)